# Wilford Woodruff
Wilford Woodruff Sr. (Farmington, 1 de março de 1807 - 2 de setembro de 1898)  foi o quarto presidente de A Igreja de Jesus Cristo dos Santos dos Últimos Dias (SUD) de 1889 até sua morte. Wilford Woodruff produziu uma grande coleção de diários, que forneceu um registro importante da história dos santos dos últimos dias.
Wilford Woodruff foi um dos nove filhos de Afec Woodruff, um moleiro de Farmington (Connecticut). A mãe de Wilford morreu em 1808, aos 26 anos de idade, quando Wilford era apenas um bebê. Ainda jovem, Wilford trabalhava em uma serraria e um moinho de farinha de propriedade de seu pai.
Woodruff tornou-se adepto de A Igreja de Jesus Cristo dos Santos dos Últimos Dias em 31 de dezembro de 1833. Neste momento, a igreja eram apenas alguns milhares de fiéis agrupados em torno de Kirtland, Ohio. Em 13 de janeiro de 1835, Woodruff deixou Kirtland para sua primeira missão de tempo integral, realizando o proselitismo mórmon no Arkansas e no Tennessee.
Sempre foi conhecido como um homem religioso e conservador, mas também foi envolvido na vida econômica e social de sua comunidade. Há relatos de que Wilford tenha gostado bastante da pesca. É bastante provável que Woodruff tenha sido o um dos primeiros pescadores a explorar os lagos das montanhas rochosas, próximas de Utah. Wilford também foi um fazendeiro, horticultor e pecuarista por profissão e escreveu extensivamente para periódicos da igreja.

## Casamento e família
Como muitos Santos dos Últimos Dias daquela época, Woodruff praticou o casamento plural. Ele era casado com cinco mulheres, no entanto, nem todos esses casamentos foram simultâneos. Suas esposas foram:
- Phoebe Whittemore Carter, morreu em 13 de abril de 1837
- Mary Ann Jackson, morreu em 15 de abril de 1846
- Emma Smoot Smith, morreu em 13 de março de 1853
- Sarah Brown, morreu em 13 de março de 1853

Wilford Woodruff tinha trinta e três filhos. Entre os filhos de Wilford Woodruff, estava o apóstolo Abraham O. Woodruff.

## Serviço na Igreja
Woodruff e seu irmão, Azmon, foram batizados por missionários da Igreja de Cristo em 31 de dezembro de 1833 em Richland, Nova York. Outros membros da família Woodruff, incluindo o pai de Wilford, entraram para a igreja em 1839. Pouco depois de seu batismo, Woodruff acompanhou Joseph Smith Jr. e seu irmão, Hyrum Smith, em uma viagem para o Missouri como um membro do Acampamento de Sião. Em 1838, ele liderou um grupo de cinquenta e três membros em vagões da costa do Maine para Nauvoo, Illinois.
Em 1839, aos 32 anos, Wilford Woodruff tornou-se membro do Quórum dos Doze Apóstolos. Ele se tornou um membro do conselho da cidade de Nauvoo, e serviu como capelão da Legião de Nauvoo. Woodruff foi também um membro do Quórum de Cristo e do Conselho dos Setenta. Woodruff e sua primeira espoca, Pheobe, foram selados por Hyrum Smith em Nauvoo, mas, devido a uma perda de registros, este decreto-lei foi posteriormente repetido por Heber C. Kimball, em Salt Lake City. Após a morte de Joseph Smith Jr., Woodruff foi um participante ativo na progressão para o oeste da Igreja SUD. Ele era um membro dos pioneiros mórmons e sua expedição chegou ao Utah em 1847.
Em 1856, Woodruff começou a servir como historiador da Igreja, e serviu nesta posição por trinta e três anos. Um religioso conservador, ele ofereceu sermões carismáticos durante o período da Reforma Mórmon de 1856 a 1858. Durante seu tempo como presidente do Templo de St. George, as cerimônias do templo foram padronizadas sob a direção de Brigham Young. Ele realizou batismo pelos mortos, em nome dos signatários dos Estados Unidos, Declaração de Independência americana e de outros fundadores depois que ele alegou a visitação de espíritos destes homens em uma visão.

### Serviço missionário
Woodruff tornou-se conhecido por seu sucesso como missionário, completando várias missões durante sua vida. Como milhares de missionários, Woodruff realizou diversos batismo dos convertidos. A igreja o enviou para o Arkansas, Tennessee e Kentucky, de 1835 a 1836, e para as Ilhas Fox e Maine em 1837. Como um membro do Quórum dos Doze Apóstolos, foi atribuído à Inglaterra como missionário em 1839, novamente à Inglaterra, desta vez como presidente da Missão Europeia, em 1844, e finalmente para o leste dos Estados Unidos em 1848.
O maior sucesso missionário de Woodruff resultou do seu trabalho entre os 600 membros dos Irmãos Unidos, em Herefordshire e Worcestershire. Em sua própria estimativa, eles batizaram um em cada dez pessoas. Ele também batizou o clero de outras igrejas, e até mesmo um policial que foi enviado para prendê-lo. Na obra missionária, Woodruff escreveu:
| “ | Quando você entra em um bairro para pregar o Evangelho, nunca deve-se derrubar a casa de um homem sem antes construir-lhe uma melhor. Em outras palavras, nunca, de fato, devemos atacar a religião de qualquer pessoa, onde quer que você vá. Estejamos dispostos a deixar todo o homem desfrutar de sua própria religião. É o seu direito de fazer isso. Se ele não aceita o seu testemunho em relação ao Evangelho de Cristo, que é o seu caso, e não o seu. Não gaste seu tempo puxando-o para outras seitas e partidos. Nós não temos tempo para fazer isso. Nunca é direito fazer isso. | ” |

### Ações como presidente da Igreja
Com a morte de John Taylor, em 1887, Wilford Woodruff, assumiu a liderança da igreja como membro sênior do Quórum dos Doze Apóstolos. Woodruff passou anos como um apóstolo, escapando da acusação de poligamia, e foi incapaz até de assistir ao funeral de sua primeira esposa.
Woodruff escondeu-se por certo tempo em Sanpete, no Condado de Utah, em uma fuga dos agentes federais que o buscavam sobre o antimandados de poligamia, quando soube da morte de Taylor. Ele retornou a Salt Lake City em segredo para tomar conta da igreja, e não foi visto em todas as reuniões públicas. Dois anos mais tarde, aos 82 anos, Woodruff foi ordenado como presidente da igreja.
Durante seu mandato, a igreja enfrentou uma série de batalhas legais com os Estados Unidos, principalmente durante a prática do casamento plural. A igreja enfrentou uma possibilidade real de ser destruída, como uma entidade jurídica viável, uma vez que foi confrontada com cassação e perda federal de suas propriedades, incluindo templos.
Sob pressão política e financeira, Woodruff emitiu o Manifesto de 1890, que terminou o apoio oficial da igreja ao casamento plural, no território dos Estados Unidos e dirigiu aos Santos dos Últimos Dias que só realizassem  casamentos que são reconhecidos pela legislação nos domínios em que que residem. Ele escreveu em seu diário:
| “ | Eu cheguei no ponto da história da minha vida como o presidente da Igreja ... onde eu estou sob a necessidade de agir para a salvação temporal da Igreja. | ” |

Alguns historiadores consideram o Manifesto de 1890 a contribuição mais importante de Woodruff para a igreja.  Roberts, também parte do Primeiro Conselho dos Setenta, se recusou a assinar o Manifesto e foi suspenso de suas funções eclesiásticas. Roberts, acreditando que tal exigência foi uma violação fundamental dos seus direitos civis, capitulou, poucas horas antes de 24 de março de 1896, assinou o manifesto, escreveu uma carta de desculpas à Primeira Presidência, e foi reintegrado.